# Trochalus fraterculus
Trochalus fraterculus är en skalbaggsart som beskrevs av Hermann Julius Kolbe 1913. Trochalus fraterculus ingår i släktet Trochalus och familjen Melolonthidae. Inga underarter finns listade i Catalogue of Life.